# Xanthotrogus leonhardi
Xanthotrogus leonhardi är en skalbaggsart som beskrevs av Edmund Reitter 1909. Xanthotrogus leonhardi ingår i släktet Xanthotrogus och familjen Melolonthidae. Inga underarter finns listade i Catalogue of Life.